# Episodi di Dawson's Creek (prima stagione)
La prima stagione della serie televisiva Dawson's Creek, composta da 13 episodi, è stata trasmessa negli Stati Uniti dal canale The WB dal 20 gennaio 1998 al 19 maggio 1998.
In Italia è stata trasmessa da Tele+ Bianco dal 13 gennaio 2000 al 24 febbraio 2000.
| nº | Titolo originale | Titolo italiano       | Prima TV USA     | Prima TV Italia  |
| -- | ---------------- | --------------------- | ---------------- | ---------------- |
| 1  | Pilot            | Emozioni in movimento | 20 gennaio 1998  | 13 gennaio 2000  |
| 2  | Dance            | Festa di ballo        | 27 gennaio 1998  | 13 gennaio 2000  |
| 3  | Kiss             | Momenti magici        | 3 febbraio 1998  | 20 gennaio 2000  |
| 4  | Discovery        | Conoscenza carnale    | 10 febbraio 1998 | 20 gennaio 2000  |
| 5  | Hurricane        | L'uragano Chris       | 17 febbraio 1998 | 27 gennaio 2000  |
| 6  | Baby             | Voci di corridoio     | 24 febbraio 1998 | 27 gennaio 2000  |
| 7  | Detention        | Convivenza forzata    | 3 marzo 1998     | 3 febbraio 2000  |
| 8  | Boyfriend        | Il ritorno di Billy   | 10 marzo 1998    | 3 febbraio 2000  |
| 9  | Road Trip        | Una serata fra amici  | 17 marzo 1998    | 10 febbraio 2000 |
| 10 | Double Date      | Esperimenti d'amore   | 28 aprile 1998   | 10 febbraio 2000 |
| 11 | The Scare        | Venerdì 13            | 5 maggio 1998    | 17 febbraio 2000 |
| 12 | Beauty Contest   | Concorso di bellezza  | 12 maggio 1998   | 17 febbraio 2000 |
| 13 | Decisions        | Fuggir via            | 19 maggio 1998   | 24 febbraio 2000 |

## Emozioni in movimento
- Titolo originale: Pilot
- Diretto da: Steve Miner
- Scritto da: Kevin Williamson

### Trama
Dawson Leery è un adolescente che vive a Capeside con i suoi genitori, Mitch e Gail, quest'ultima è una giornalista televisiva. La sua passione è il cinema, il suo grande sogno è diventare un regista, i suoi migliori amici sono Pacey Witter e Joey Potter, quest'ultima vive in un contesto famigliare difficile, sua sorella maggiore Bessie aspetta un bambino dal proprio compagno Bodie, la madre è morta di cancro e il padre è finito in prigione per possesso di marijuana. Dawson sta girando un film indipendente insieme a Joey e Pacey, durante le riprese ad un tratto Dawson vede scendere da un taxi una bella ragazza di nome Jen Lindley, si è appena trasferita nella casa accanto a quella di Dawson, viene da New York e da ora vivrà con la nonna Evelyn per aiutarla ad accudire il nonno, il marito di Evelyn infatti è in cattive condizioni di salute, attualmente è in coma. Dawson rimane subito affascinato da Jen, la quale sembra ricambiare la sua attrazione, cosa che scatena la gelosia di Joey, infatti Dawson non ha mai capito che Joey è innamorata di lui, Dawson ingenuamente vede la loro solo come un'amicizia tra due ragazzini, si rifiuta di accettare che la loro maturazione sessuale cambierà le dinamiche nel loro rapporto. Dawson e Pacey, nella videoteca dove lavorano, accolgono una cliente, una donna molto affascinante che si è appena trasferita a Capeside, Tamara Jacobs, da subito Pacey si infatua di lei, successivamente scopre che è la nuova professoressa di letteratura che lavorerà al liceo. All'inizio Tamara pare infastidita dai tentativi di Pacey di voler fare colpo su di lei, ma poi rimane affascinata dalla sua sfrontataggine, anche perché Pacey intuisce che nel profondo Tamara, non più in giovane età, non è indifferente alle attenzioni di un ragazzo adolescente attratto da lei, finisce persino col baciarlo. Joey fa una terribile scoperta: Gail tradisce Mitch; infatti, Joey vede Gail baciare il proprio collega di lavoro.

## Festa di ballo
- Titolo originale: Dance
- Diretto da: Steve Miner
- Scritto da: Kevin Williamson

### Trama
Dawson è rimasto molto deluso per il fatto di non essere stato ammesso alla lezione di cinema del professor Gold, ma riesce, con uno stratagemma a parteciparvi ugualmente seppur da spettatore, e scoprendo che Cliff, un giocatore di football, sta girando un film autobiografico per partecipare allo stesso concorso di Boston a cui ha intenzione di partecipare lui. Joey entra nella casa di Dawson dalla finestra, e sorprende Gail a parla al telefono con il suo amante. Dawson propone a Jen di partecipare al suo film sostituendo Joey come protagonista. Dawson desidera conquistare Jen tanto da diventare geloso, prima quando Pacey la bacia durante una scena del film, e poi quando Cliff la invita al ballo della scuola. Pacey, dopo il bacio tra lui e Tamara, cerca di conversare con la sua insegnante, ma lei lo respinge evitando costantemente con lui il dialogo. Joey affronta Gail cercando di farle capire che tradire Mitch è un gesto egoista, il padre di Joey tradiva la moglie, lei ha sofferto per i suoi comportamenti e indipendentemente dalle motivazioni niente giustificherà il dolore che lei causerà alle persone che ama. Joey e Dawson vanno al ballo insieme, i due a un certo punto si mettono a ballare, per un momento sembra emergere la loro latente attrazione, poi però Dawson si mette a litigare con Cliff davanti a Jen mettendola in imbarazzo, infatti decide di andarsene avendo trovato sgradevole l'atteggiamento di Dawson. Pacey finalmente riesce a parlare con Tamara, lei reputa quel bacio uno sbaglio e se ne assume tutte le responsabilità, ma Pacey ritiene che pure lui ha avuto le sue colpe, tuttavia i due si scambiano un altro bacio non riuscendo a nascondere la loro reciproca attrazione. Mentre Dawson torna a casa, incrocia Jen, le chiede scusa per come si è comportato al ballo, Jen ammette di aver frequentato molti ragazzi quando viveva a New York, ora che si è trasferita a Capeside desidera una vita più tranquilla, anche se Dawson le piace per ora preferisce averlo solo come amico, i due si mettono a ballare, con Joey che li guarda da lontano con un'espressione malinconica.

## Momenti magici
- Titolo originale: Kiss
- Diretto da: Michael Toshiyuki Uno
- Scritto da: Rob Thomas

### Trama
Dawson continua a progettare il suo film e partecipa anche alla produzione di quello di Cliff, dimostrandosi un valido aiuto. Tamara non è soddisfatta della media scolastica di Pacey, anche gli altri insegnanti gli assegnano cattivi voti, decide quindi dargli delle lezioni private. Dawson desidera baciare Jen, ma vuole programmare tutto a opera d'arte. Mentre Joey lavora al diner di Bessie e Bodie, incontra un ragazzo affascinante di nome Anderson, poi lo ascolta mentre suona il violino, i due fanno amicizia, ma dato che lui è di famiglia benestante ed è in visita a Capeside con i genitori per poco tempo, Joey gli fa credere di essere una ragazza dell'alta società dell'Upper East Side di New York e di chiamarsi Debora, pure lei venuta a Capeside per una breve vacanza, Joey non vuole fargli capire che è una semplice ragazza di provincia. Pacey vede Tamara in compagnia di Gold, e ciò lo rende geloso, Tamara cerca di fargli capire che la loro attrazione è sbagliata, ma Pacey afferma di desiderarla, anche se ciò dovesse rivelarsi un errore. Jen e Bodie aiutano Joey con la sua messinscena reggendole il gioco, Joey va a trovare Anderson allo yacht club, lui partirà a breve, e Joey gli dà il suo primo bacio, Anderson vorrebbe rivederla tanto da darle il suo numero di telefono. Joey però decide di non telefonargli, ha fatto l'errore di menzionare quello che lei definiva il suo ristorante preferito nell'Upper East Side, ormai chiuso da tempo, adesso ha capito che Anderson aveva intuito che lei gli aveva mentito sulla sua identità fin dall'inizio. Dawson porta Jen in una proprietà privata dove lei gira una scena del film, Dawson poi cerca di baciarla, ma Jen scopre che Dawson ha la telecamera accesa, ora ha capito che ha manipolato la situazione fin dall'inizio per baciarla. Jen cerca di fargli capire che non può controllare ogni aspetto della sua vita con tanta razionalità perché rischia di diventare un comportamento malsano, poi i due sentono che qualcuno si sta avvicinando, si nascondono lasciando la videocamera accesa, Jen e Dawson in maniera spontanea finalmente si baciano, non si sono accorti che erano Pacey e Tamara coloro che avevano sentito arrivare, Pacey perde la sua verginità facendo l'amore con Tamara.

## Conoscenza carnale
- Titolo originale: Discovery
- Diretto da: Steve Miner
- Scritto da: Jon Harmon Feldman

### Trama
Dawson e Joey, mentre guardano le registrazioni della scena girata da Jen, vedono Tamara mentre fa sesso con Pacey, la videocamera aveva ripreso la scena, in realtà il volto di Pacey non viene inquadrato, e quando quest'ultimo scopre che Dawson ha ripreso Tamara a fare sesso cerca di impadronirsi della registrazione. Dawson non capisce per quale motivo Pacey reagisca così, quest'ultimo si vede costretto a confessargli che è lui il ragazzo del video e che da poco lui e Tamara hanno una relazione clandestina, non vuole che diventi di dominio pubblico. Evelyn non vede di buon occhio il fatto che Jen esca con Dawson, ciò che non sopporta è che lui e Joey sono sempre insieme e anche se Jen ritiene quella tra Dawson e Joey un'innocente amicizia, Evelyn non vuole che sua nipote soffra. Dawson e Jen vanno nello studio televisivo dove lavora Gail per ridefinire alcuni dettagli del film che stanno girando, e senza farsi vedere sorprendono Gail mentre bacia Bob, il suo amante, ora Dawson scopre così che Gail tradisce Mitch. Intanto Pacey vede Tamara in compagnia di Gold, lui non sopporta di vederla insieme a un altro uomo, ma Tamara gli fa capire che la sua gelosia è infondata: Gold è gay, sono solo amici. Dawson vede tutte le sue certezze crollare, prima scopre che Joey già sapeva che Gail tradiva il marito e non ha voluto dirgli niente, come se non bastasse aveva sempre creduto che Jen fosse vergine, ma lei gli confessa che quando viveva a New York era entrata in un brutto giro di droghe, alcolici e sesso, infatti il motivo per cui i suoi genitori hanno voluto che si trasferisse a Capeside non era dovuto al fatto che Evelyn avesse bisogno di aiuto per accudire il marito morente, ma per tenere Jen lontana da cattive compagnie. Dawson, davanti a questa rivelazione, finge di reagire con calma, ma ora i suoi sentimenti per Jen stanno cambiando, quest'ultima cerca un consiglio da Joey, lei le spiega che Dawson è semplicemente molto immaturo, deve avere pazienza con lui. Pacey cerca di far ragionare Dawson, sebbene Jen abbia più esperienza di lui, questo non deve necessariamente rappresentare un ostacolo nel loro amore, perché la sincerità è più importante del romanticismo idealizzato. Dawson non è ancora pronto per parlare con sua madre, ma in ogni caso per lui è inaccettabile che Mitch sia all'oscuro delle infedeltà della moglie, infatti intende parlarne con lui.

## L'uragano Chris
- Titolo originale: Hurricane
- Diretto da: Lou Antonio
- Scritto da: Kevin Williamson e Dana Baratta

### Trama
Su Capeside sta per abbattersi l'uragano Chris, il nonno di Jen viene ricoverato in ospedale, dunque lei e Evelyn si fanno ospitare a casa della famiglia Leery insieme a Bessie, Bodie e Joey. Intanto Pacey aiuta suo fratello Doug (il quale è vice-sceriffo di Capeside) a prestare aiuto, i due raggiungono la casa di Tamara, e proprio quando l'uragano inizia a scatenarsi, lei li ospita a casa sua. Dawson sentendo Gail parlare con Bob, non riesce più a celare la sua rabbia, le confessa che ormai è a conoscenza del fatto che tradisce Mitch, non vuole nemmeno sentire le sue giustificazioni. Gail ormai non ha più la forza di nascondere la verità, e quindi racconta tutto quanto a Mitch, lei e Bob vanno a letto insieme da ormai due mesi, Mitch reagisce in maniera aggressiva, è evidente che non ha la forza per perdonarla. Intanto, mentre Pacey e suo fratello sono costretti a trascorrere la notte a casa di Tamara, conversando con lei Pacey impara a conoscerla meglio, scopre che lei ha lasciato New York dopo aver divorziato dal marito, un uomo invadente e violento. Dawson non è turbato solo per la crisi matrimoniale dei suoi genitori, ma anche perché non accetta che Jen benché sia ancora così giovane abbia avuto così tanti altri ragazzi prima di conoscerlo. Evelyn vedendo Dawson giù di morale per via di quello che sta accadendo tra Gail e Mitch, gli fa capire che anche nei momenti più difficile, la speranza può essere trovata solo tramite il perdono e la comprensione. Con l'uragano ormai passato e il pericolo scongiurato, Dawson chiede scusa a Jen per come l'aveva trattata, lei gli confessa che perse la verginità a 12 anni, con un ragazzo più grande che la fece ubriacare, è stato il padre di Jen che la mandò a vivere a Capeside dopo che sorprese Jen a letto con un ragazzo, lei però vuole cambiare, ormai ha deciso di lasciarsi alle spalle il suo passato, finalmente lei e Dawson si riconciliano. Gail confessa a Mitch che il motivo per cui ha scelto di tradirlo è perché, al fianco del marito, si è costruita una vita fin troppo perfetta, sentendo di non avere più nulla a cui aspirare, ha provato un senso di smarrimento; ormai Mitch, confuso da quello che sta succedendo, non ha idea di come comportarsi in reazione a quello che è appena capitato.

## Voci di corridoio
- Titolo originale: Baby
- Diretto da: Steve Miner
- Scritto da: Jon Harmon Feldman

### Trama
Per Jen è difficile convivere con Evelyn, quest'ultima è una cristiana devota e il fatto che Jen sia atea per lei è inconcepibile. Mentre Pacey è a scuola, conversa nel bagno con Dawson sulla sua relazione segreta con Tamara, ignaro che un ragazzo (lì nascosto per fumare) ha ascoltato tutto, adesso la voce si diffonde per tutta la scuola. Dawson consiglia a Pacey di affrontare la cosa con noncuranza, se si lascia trasportare dall'agitazione equivarrebbe a un'ammissione di colpa. Tamara decide di chiudere con Pacey, è arrabbiata con lui per la sua mancanza di discrezione. Doug dà una cattiva notizia a suo fratello: Tamara deve deporre davanti a una commissione disciplinare, accusata di aver avuto una relazione sessuale con uno studente minorenne. Joey porta Bessie a casa di Dawson, sta per partorire, Bodie è fuori città per un colloquio di lavoro, Joey si rivolge a Evelyn che in passato esercitava come infermiera, lei e Jen aiutano Bessie con il parto, ci sono delle complicazioni, a quel punto Evelyn e Jen pregano insieme a Bessie aiutandola a calmarsi, Dawson riprende il parto con una videocamera e infine Bessie dà alla luce il suo bambino: nasce così il piccolo Alexander. Tamara presenzia davanti alla commissione disciplinare assistita da un avvocato, non vuole nemmeno rivolgere la parola a Pacey, quest'ultimo decide di intervenire mentendo davanti alla commissione, affermando che tra lui e Tamara non c'è niente. I capi d'accusa contro Tamara cadono, ma lei decide di lasciare Capeside e di trasferirsi a Rochester dalla sorella, infatti la sua decisione di lasciare Pacey non era dettata solo dall'iniziale rabbia, lei desidera avere dei figli e non può stare insieme a un ragazzo così giovane. Pacey cerca di convincerla a cambiare idea ma lei gli fa tenere presente che non può ignorare che la loro differenza d'età sia un ostacolo insormontabile, fin dall'inizio c'erano i presupposti che la loro relazione sarebbe finita, i due si abbracciano prendendo così strade diverse. Jen confessa a sua nonna che pur non avendo fede in Dio, crede però nelle persone facendola sorridere, hanno aiutato Bessie con il parto e questo ha permesso a entrambe di iniziare ad avvicinarsi.

## Convivenza forzata
- Titolo originale: Detention
- Diretto da: Alan Arkush
- Scritto da: Mike White

### Trama
Dawson inizia a nutrire della gelosia: ha notato che Pacey e Jen stanno diventando buoni amici, teme che la sua ragazza sia attratta da Pacey, anche perché Joey si diverte a insinuare il dubbio nel suo amico. Dawson, Jen, Pacey e Joey finiscono in punizione, costretti a rimanere a scuola oltre l'orario di lezione, e insieme a loro c'è anche Abby Morgan, ognuno si è messo nei guai per ragioni diverse: Jen per aver litigato con un insegnante, Dawson per aver colpito Pacey con un pallone da basket rompendogli il naso, mentre Joey per aver picchiato alla mensa un suo compagno di classe, Grant, che l'aveva provocata. Pacey non vuole rivelare il motivo per cui è stato messo in punizione, tuttavia quando il gruppo gioca a "obbligo o verità" Pacey preferisce baciare Jen come penitenza piuttosto che ammettere il motivo dietro la sua punizione. Quando Pacey chiede a Joey se c'è un ragazzo che ama, lei a sua volta preferisce la penitenza, e bacia Dawson, dal modo in cui si guardano è evidente che entrambi dopo quel bacio cominciano a capire che il sentimento che li lega va oltre l'amicizia. Emergono i problemi e le insicurezze, Dawson ammette che è frustrante che Jen non voglia ancora fare sesso con lui, è per questo che teme che lei possa preferire un ragazzo come Pacey, sessualmente più maturo, mentre Jen accusa Joey di essere invadente, questo perché la sua vita privata gira unicamente attorno a Dawson. Jen ha cercato di essere una buona amica per Joey, ma non capisce per quale ragione lei invece le riserva sempre un atteggiamento livoroso, Abby a quel punto mette Jen davanti alla verità: Joey è innamorata di Dawson. Benché Abby si fosse vantata di essere stata messa in punizione per uno scandalo sessuale, la loro sorvegliante confessa a tutti che in realtà Abby è finita in punizione solo perché non aveva svolto i suoi compiti a casa. Pacey decide di rivelare il motivo per cui anche lui è stato messo in punizione, l'allenatore lo aveva sorpreso in bagno mentre si masturbava. Jen riesce a rassicurare Dawson, non bada al sesso perché sono altri i motivo per cui è attratta dal lui, Dawson decide di non farle pressioni, se lei preferisce aspettare prima di fare l'amore con lui è pronto a rispettare la sua scelta. Dawson però vuole capire quali sono i sentimenti che Joey prova per lui, la ragazza si mette a piangere, glielo confessa indirettamente, lei è ancora vergine perché non riesce a stare con il ragazzo che ama, Dawson è tutto per lei, è per questo che non intende dirgli quello che veramente prova per lui, sa che quando ciò succederà tutto cambierà inevitabilmente e ciò la spaventa.
- Guest star: Monica Keena (Abby Morgan)

## Il ritorno di Billy
- Titolo originale: Boyfriend
- Diretto da: Michael Fields
- Scritto da: Charles e Karen Rosin

### Trama
Mentre Pacey va a scuola incontra un ragazzo dai modi arroganti e antipatici che gli chiede informazioni su dove trovare il liceo di Capeside, si rivela essere Billy, è l'ex ragazzo di Jen venuto a New York, in effetti il padre di Jen la mandò a vivere a Capeside proprio dopo che l'aveva sorpresa a fare sesso con lui nel letto dei genitori. Dawson decide di ospitare Billy a casa sua, egli si diverte a provocarlo, è venuto a Capeside per riconquistare Jen, tuttavia la presenza di Billy non è l'unico motivo per cui Dawson è angosciato, il matrimonio dei suoi genitori è in crisi, anche se fanno terapia di coppia Mitch è ancora palesemente arrabbiato con Gail. Jen confessa a Dawson che tra tutti i ragazzi che ha avuto a New York, Billy è stato l'unico per cui provava affetto, in effetti hanno smesso di vedersi soltanto perché Jen è stata costretta a lasciare New York. Pacey ha capito che Joey è compiaciuta ora che Billy, con la sua presenza, sta mettendo in pericolo l'amore tra Dawson e Jen, infatti Pacey ha sempre saputo che Joey è innamorata di Dawson. Billy e Jen si baciano, quest'ultima finisce col pentirsene, intanto Dawson va a una festa sulla spiaggia, venendo raggiunto da Pacey il quale è in compagnia di Joey, avendola convinta ad accompagnarlo in modo da farla divertire. Jen raggiunge Dawson alla festa, ma poi arriva Billy, ne sussegue un litigio tra i tre, specialmente quando Billy rivela a Dawson del bacio che c'è stato tra lui e Jen poco prima. Dawson, stufo delle provocazioni di Billy, per tutta risposta gli rinfaccia che oltre a lui Jen faceva sesso anche con altri ragazzi, sentendosi offesa da queste parole, Jen decide di chiudere sia con Billy che con Dawson. Pacey colpisce con un pugno un ragazzo che stava per approfittarsi di Joey dal momento che lei è ubriaca, Dawson e Pacey la riportano a casa, quando Dawson la sdraia sul letto lei, ancora ubriaca, lo bacia. Pacey confessa a Dawson che Joey è perdutamente innamorata di lui, ma Dawson non vuole dargli ascolto, si rifiuta di considerare Joey più di un'amica. Benché Jen non abbia nessuna intenzione di tornare con Billy, non intente stare nemmeno con Dawson, quando viveva a New York non ha fatto altro che frequentare ragazzi in modo da non dover essere indipendente, e ora si è resa conto che anche vivendo a Capeside sta ricadendo nei suoi vecchi schemi, Dawson la supplica di ripensarci ma lei, pur sapendo che finirà col pentirsene, decide di lasciarlo, ora sente il bisogno di imparare a stare da sola.

## Una serata fra amici
- Titolo originale: Roadtrip
- Diretto da: Steve Robman
- Scritto da: Rob Thomas

### Trama
Billy propone a Dawson un'uscita tra amici, a Providence, in un club, in modo da conoscere altre ragazze e dimenticare Jen, in effetti allettato decide di marinare la scuola, Pacey si accoda a loro. Joey invece accetta un passaggio da un ragazzo, Warren, inconsapevole del fatto che questi stia mettendo in giro la voce di aver passato una notte insieme a lei. Jen, vedendo come Joey si senta umiliata, le propone di ripagare Warren con la stessa moneta, facendo in modo che la menzogna da lui raccontata gli si ritorca contro. Mentre Dawson, Pacey e Billy sono su un traghetto diretti a Providence, si divertono a distruggere l'auto di due loschi individui che stavano importunando un'anziana signora. Intanto Joey, seguendo il consiglio di Jen, racconta a Abby che aspetta un bambino da Warren, la notizia si diffonde rapidamente, a scuola tutti capiscono che la storia di Joey è una bugia grazie ad Abby però lei e Jen vengono a sapere che Warren è impotente e così, con la minaccia di dirlo in giro, riescono a far smentire le sue voci, Warren a quel punto è costretto a sottomettersi alle pretese di Joey che lo costringe a ritrattare tutte le bugie che ha raccontato. Una volta raggiunto il club, Dawson incontra una ragazza più grande di lui di nome Nina, i due si prendono subito in simpatia, Dawson la bacia e lei lo invita a casa sua, tuttavia seppur tentato ammette che è ancora innamorato di Jen e non vuole perdere la speranza di riuscire a riconquistarla. Dawson affronta Billy avendo capito che la sua era solo una bieca manipolazione per ritornare con Jen: se Dawson fosse andato a letto con Nina non avrebbe tardato a raccontarlo a Jen in modo che lei perdesse tutta la stima che ha di Dawson, e a quel punto l'avrebbe riconquistata. Billy, avendo capito che i suoi piani per riavere indietro Jen sono falliti, decide di andarsene. Joey va a trovare Jen a casa sua offrendole un gelato mangiandolo insieme a lei, per la prima volta le due ragazze si comportano da amiche. Anche se le cose a Providence non sono andate come Dawson sperava lui non è totalmente insoddisfatto, è stata la prima volta da quando Jen lo ha lasciato che non ha pensato a lei, capendo che è piacevole affrontare la vita senza farsi condizionare dalle proprie afflizioni.

## Esperimenti d'amore
- Titolo originale: Double Date
- Diretto da: Rodman Flender e David Semel
- Scritto da: Jon Harmon Feldman

### Trama
Joey mette in guardia Dawson: è solo questione di tempo e Jen inizierà a uscire con altri ragazzi, infatti Jen gli confessa che andrà al luna park con Cliff, quindi Dawson seguendo il consiglio di Pacey, che gli suggerisce di uscire con Mary Beth in modo da riconquistare Jen, propone un appuntamento a quattro. Pacey ha preso un cattivo voto in biologia, il suo insegnante lo reputa uno studente promettente benché egli non riesca ad applicarsi, lo affianca a Joey per un esperimento sull'accoppiamento delle lumache per evitargli la bocciatura. Pacey causa la morte delle lumache affiancandole a una carnivora, quindi lui e Joey vanno al lago riuscendo a trovarne delle altre. Pacey inizia a provare un po' di attrazione per Joey, impara anche a conoscerla meglio, per lei prendere ottimi voti è importante perché è il solo modo per avere una borsa di studio e entrare in una prestigiosa università, solo così lascerà Capeside. Al luna park, Mary Beth confessa a Dawson che ha già capito che lui ama ancora Jen, inoltre gli rivela che lei e Cliff in passato uscivano insieme, tuttavia aiuta Dawson a trascorrere un po' di tempo da solo con Jen sulla ruota panoramica. Dawson accusa la sua ex di ipocrisia: aveva affermato che non desiderava stare con nessun ragazzo ma non appena si sono lasciati è uscita con Cliff, sembra abbastanza evidente che è solo con Dawson che lei non vuole stare, tuttavia quest'ultimo è convinto che in fondo Jen provi ancora qualcosa per lui perché, nonostante l'idea di un appuntamento a quattro la mettesse a disagio, ha comunque accettato di trascorrere del tempo con lui al luna park. Pacey chiede a Dawson il permesso di farsi avanti con Joey, lui glielo accorda, però quando Pacey accompagna Joey a casa e la bacia, lei con imbarazzo gli spiega che non prova attrazione nei suoi confronti. Mentre Pacey è al lavoro al videonoleggio viene raggiunto da Dawson, il quale ha cambiato idea, se Pacey e Joey intraprendessero una relazione lui non sarebbe a favore, a quel punto Pacey fa capire all'amico che questa sua irrisolutezza non lo porterà da nessuna parte, desidera Jen ma nonostante continui a considerare Joey un'amica non accetta di vederla insieme ad un altro ragazzo, è diventato evidente che ama entrambe ma Pacey gli fa capire che è arrivato il momento che Dawson capisca chi è la ragazza che desidera per davvero.

## Venerdì 13
- Titolo originale: The Scare
- Diretto da: Rodman Flender
- Scritto da: Mike White

### Trama
È venerdì 13 e Dawson, come ogni anno, fa molti scherzi ai suoi amici ed organizza una seduta spiritica a casa sua; come se non bastasse ad alimentare la paura è la notizia che un serial killer si stia aggirando nei pressi di Capeside, ha ucciso delle giovani ragazze, infatti i media lo chiamano Lady Killer. Cliff chiede a Jen di uscire, quest'ultima intanto riceve una chiamata minatoria da un uomo con una voce inquietante, oltre a un biglietto che preannuncia la sua morte, Jen terrorizzata dà per scontato che si tratti di uno scherzo da parte di Dawson. Intanto Pacey, Joey e Dawson vanno al supermercato, e un uomo di nome David chiede a Joey delle informazioni per raggiungere Providence, intanto una ragazza di nome Ursula litiga ferocemente con Eddie, il suo rabbioso ragazzo, tanto che Dawson e Pacey la portano via per evitare che Eddie le facesse del male. Alla seduta spiritica sono presenti Dawson, Joey, Pacey, Jen e Cliff, e Ursula; iniziano a succedere cose strane ad esempio salta la luce, si isola il telefono, si sentono strani rumori e Dawson dice di non esserne responsabile. Dawson perde di vista Joey, la quale viene ritrovata morta e piena di sangue, Dawson è sconvolto solo per scoprire che Joey è viva, lei e Jen gli hanno fatto uno scherzo. Fa la sua comparsa Eddie che riesce a fare irruzione in casa, tenta di soffocare Pacey ma in suo aiuto interviene Joey che lo mette al tappeto. Cliff riaccompagna Jen a casa confessandole che il biglietto e la telefonata anonima erano opera sua, credendo che lei desiderasse un ragazzo imprevedibile e fantasioso come Dawson, ha cercato di somigliargli per fare colpo su di lei. Jen gli spiega che al momento non cerca relazioni sentimentali, tuttavia sottolinea quanto sia stato immaturo da parte sua cercare di somigliare a Dawson. Mentre Joey guarda il telegiornale con Dawson, scopre che Lady Killer è stato arrestato dalla polizia: si trattava di David, l'uomo che le aveva chiesto le indicazioni stradali.

## Concorso di bellezza
- Titolo originale: Beauty Contest
- Diretto da: Arvin Brown
- Scritto da: Dana Baratta

### Trama
lo yacht club indice un concorso di bellezza per giovani ragazze, in palio ci sono 5000 dollari, Gail è tra i giudici di gara, Dawson si occuperà delle riprese. Jen tenta di essere amica di Joey, dal momento che lei e Dawson non stanno più insieme e non devono rivaleggiare per lo stesso ragazzo ritiene che lei e Joey dovrebbero lavorare di più sul loro rapporto, Jen la convince a prendere parte al concorso di bellezza, sarà lei a istruirla, benché Joey non simpatizzi per questo genere di manifestazioni non può rinunciare alla prospettiva di vincere il premio in denaro, lei desidera studiare in una buona università a Boston e le sue modeste disponibilità economiche non glielo permetterebbero. Pacey convince i giudici ad accettare anche la sua partecipazione, dal momento che non c'è una regola che vieta a un ragazzo di prendere parte alla gara, lui è stufo di vivere con suo padre che lo reputa soltanto un fallito, vuole i soldi per versare l'anticipo per un appartamento. Alla gara partecipa anche Hannah von Wenning, ragazza ricca e arrogante con cui Pacey non va d'accordo. Benché Dawson all'inizio trovasse assurdo che Joey partecipasse a un concorso di questo genere, poi le dà il coraggio di credere nelle proprie capacità, e per merito suo Joey arriva in finale. Pacey ha capito che Jen inizia a essere gelosa, perché Dawson per la prima volta dà a Joey le stesse attenzioni che prima dava soltanto a lei. Gail fa capite a Pacey che lui non vincerà mai, la sua partecipazione è stata accettata ma la giuria dirige il concorso in maniera arbitraria, non permetteranno mai a un ragazzo di conquistare la vittoria. Hannah arriva solo terza, mentre Joey ottiene il secondo posto. Hannah confessa a Pacey che i suoi genitori non fanno altro che ignorarla, mentre i suoi fratelli sono tutti affermati nelle loro rispettive carriere, voleva vincere il concorso per dimostrare a tutti quanto vale, finendo solo col fallire, ma ammira il fatto che Pacey abbia partecipato perché ha dimostrato il suo coraggio. Dawson capisce di amare Joey, ma proprio quando stava per dichiararle il suo amore lei non glielo permette, non accetta che lui abbia iniziato a desiderarla solo perché, per la prima volta, ha avuto l'occasione di vedere la femminilità e la bellezza di Joey, quando lei in realtà vorrebbe che lui la amasse per la persona che è nella sua quotidianità, ciò che vuole da Dawson è un legame che vada oltre l'attrazione. Jen, tornando sui suoi passi, chiede a Dawson di darle un'altra possibilità, vuole tornare con lui, ma Dawson si sente confuso da quello che sta iniziando a provare per Joey, e adesso non è pronto per fare chiarezza con i propri sentimenti né tanto meno capire chi è la ragazza che vuole al suo fianco.
- Guest star: Lori Rom (Hannah Von Wenning)

## Fuggir via
- Titolo originale: Decisions
- Diretto da: David Semel
- Scritto da: Dana Baratta e Mike White

### Trama
Joey riceve una borsa di studio che le consentirebbe di vivere per un anno Parigi, era destinata a un'altra studentessa che però ha scelto di rifiutarla, tuttavia Joey non è sicura se accettare. Pacey ha un brutto litigio con Doug, sia lui che il padre sono stufi della sua immaturità, i suoi voti stanno peggiorando e rischia la bocciatura. Mentre Jen è insieme al nonno, lui si risveglia dal coma pronunciando il nome della nipote per la gioia di Jen e Evelyn. Joey va a trovare suo padre Mike in prigione, accompagnata da Dawson, è da due anni che non lo vede, non gli ha mai perdonato tutto il male fatto alla famiglia (l'arresto e il tradimento nei confronti della moglie) Mike è mortificato per tutto il dolore che le ha procurato, ma la conversazione dura poco, Joey non vuole più degnarlo di attenzione e decide di andarsene, adesso non ha più ripensamenti e quindi sceglie di trasferirsi a Parigi. Il nonno di Jen viene portato in ospedale, cade nuovamente in un coma profondo, Jen va da Dawson, desidera un po' di conforto da parte sua, chiedendogli se può dormire con lui. Pacey e Joey si confrontano sui loro rispettivi padri capendo che hanno due problemi diversi: Pacey mette in imbarazzo suo padre mentre nel caso di Joey è Mike che mette in imbarazzo lei, adesso Joey comprende che nonostante l'astio contro suo padre deve trovare comunque il coraggio di parlargli, quindi Pacey accompagna l'amica al penitenziario, Pacey paga una guardia carceraria affinché permetta a Mike di uscire nel cortile dove Joey fa uscire allo scoperto tutta la sua vulnerabilità, Mike le fa comprendere che Dawson è innamorato di lei, è riuscito a capirlo solo osservando il modo in cui la guarda. Il mattino seguente Joey va a casa di Dawson e quando si arrampica sulla scala per entrare nella camera da letto dell'amico dalla finestra lo vede a letto con Jen, equivocando la situazione, Dawson tenta di seguirla per spiegarle che il suo è stato un malinteso, ormai Jen ha capito che Dawson ama Joey pronunciando le parole «Va da lei Dawson». Mentre Jen è a casa riceve una telefonata dall'ospedale venendo avvisata della morte del nonno, Jen e Evelyn vanno in chiesa e pregano Dio chiedendogli di proteggerlo, infine si abbracciano entrambe straziate dal dolore. Dawson non è riuscito a raggiungere Joey, ma quando torna a casa scopre che lei è nella sua camera da letto, Dawson le chiede di non partite per Parigi, è con lei che desidera stare anche se ha capito che da ora in avanti deve sforzarsi di crescere ed essere una persona migliore. Dawson e Joey che si baciano teneramente.